# Paul Günther
Ernst Gustav Paul Günther (Berlim, 6 de dezembro de 1892 – Karlsruhe, 14 de novembro de 1969) foi um físico-químico alemão.

## Vida
A partir de 1911 estudou química em Göttingen, Leipzig e Berlim, onde obteve um doutorado em 1917, orientado por Walther Nernst, com a tese Untersuchungen über die spezifische Wärme bei tiefen Temperaturen. Em 1919 trabalhou no Institut für Physikalische Chemie em Berlin, assistente de Nernst, obtendo a habilitação em 1926 (Über die innere Reibung der Gase bei tiefen Temperaturen) com Nernst e Max Bodenstein. Em 1946 foi professor ordinário de físico-química na Technische Hochschule Karlsruhe, onde foi em 1948/1949 reitor. Aposentou-se em 1961.
Recebeu a Medalha Bunsen de 1958. De 1960 a 1962 foi presidente da Academia de Ciências de Heidelberg, onde foi eleito membro em 1951.
Em 1950 casou com Charlotte Auguste Obermayer.

## Publicações
- Untersuchungen über die spezifische Wärme bei tiefen Temperaturen, Annalen der Physik Band 51, 1916, S. 828-846; Volume 63, 1920, p. 476–480
- com H. Kast: Versuche mit Stickstofftetroxyd-Sprengstoffen, Zeitschrift für das gesamte Schieß- u. Sprengstoffwesen, Volume 14, 1919, p. 81–84, 103–105;
- Laboratoriumsbuch für die Sprengstoffindustrie, Halle: Knapp 1923
- com I. Stransky: Ein Röntgenspektrograph für chemisch-analytische Zwecke, Zeitschrift für physikalische Chemie, Volume 106, 1923, p. 433–441
- Tabellen zur Röntgenspektralanalyse, Springer 1924
- Die quantitative Röntgenspektralanalyse, Die Naturwissenschaften, Volume 14, 1926, p. 1118–1124
- Chemische Wirkungen von Röntgenstrahlen, Angewandte Chemie, Volume 46, 1933, p. 627–631
- com  W. Zeil, U. Grisar, E. Heim: Versuche über die Sonoluminiszenz wäßriger Lösungen, Zs. f. Elektrochemie, Volume 61, 1957, p. 188–201
- Die Chemikergeneration zwischen Humanismus und Technik, Angewandte Chemie, Volume 75, 1963, p. 5–9
- Die deutschen Naturwissenschaftler des 19. Jahrhunderts u. Goethe, in: E. Oldemeyer (Ed.), Die Philosophie u. die Wissenschaften. Simon Moser zum 65. Geburtstag, 1967, p. 52–69
- Systematik d. Chemie, in: S. J. Schmidt (Hrsg.), Wissenschaftstheorie, Volume 2, 1970, p. 29–38.